# 우생학

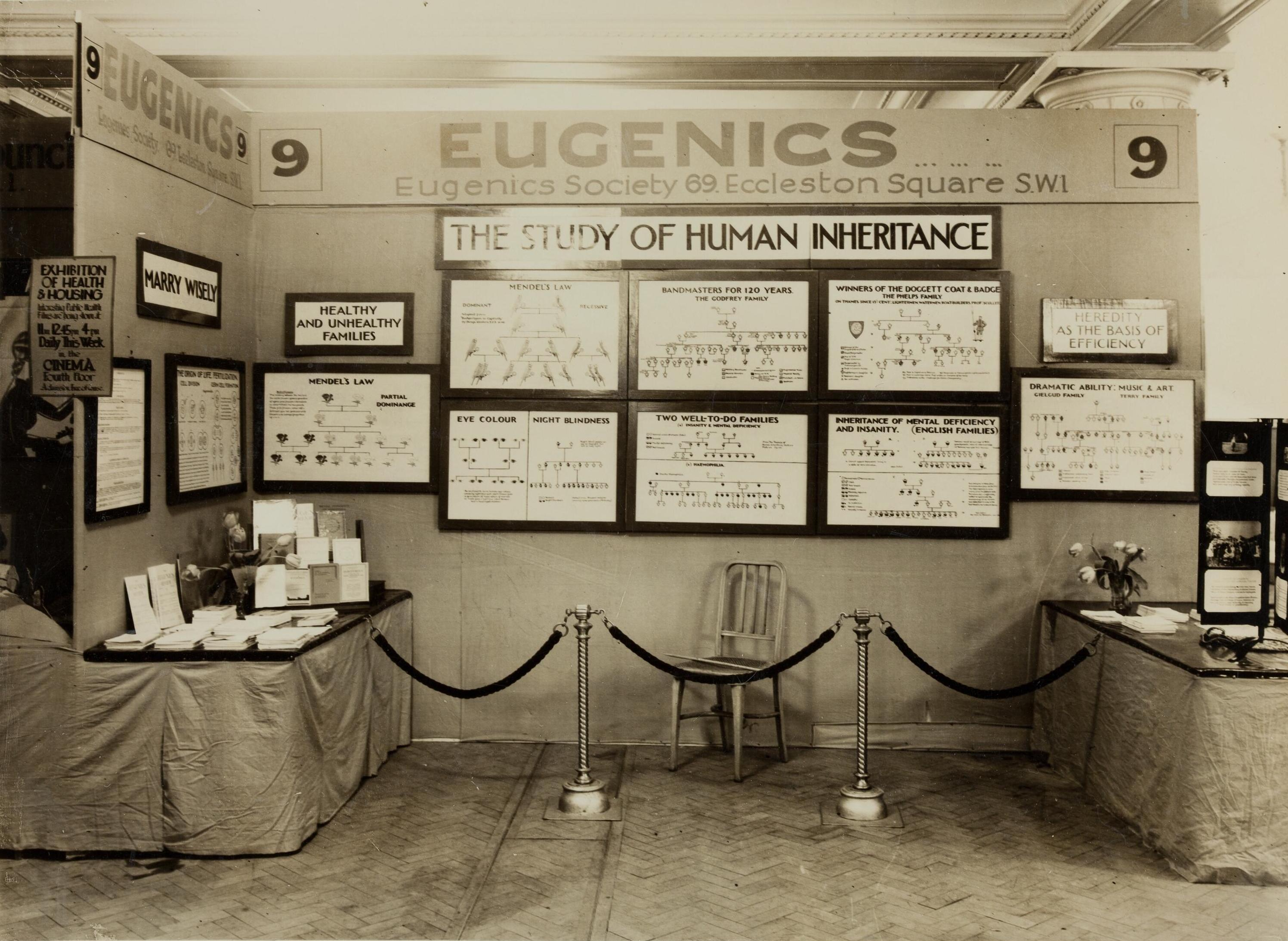
1930년대 우생학 협회의 전시회. 그 표지판들 중 두 개는 "건강하고 건강하지 못한 가족들"과 "효율의 기초로서의 유전"이라고 쓰여 있었다.

우생학(優生學, eugenics)은 종의 개량을 목적으로 인간의 선발육종을 찬성하는 유사과학이다. 인류를 유전학적으로 개량할 것을 목적으로 하여 여러 가지 조건과 인자 등을 연구하는 학문으로 1883년 영국의 프랜시스 골턴이 처음으로 창시했는데, 가를 꾀하고 열악한 유전자를 가진 인구의 증가를 방지하는 것이 목적이다.

## 역사

### 개관
우생학에 대한 골턴의 생각은 19세기에 갑자기 나타난 것이 아니다. 심지어 서양뿐만 아니라 다른 지역에서도 귀족과 같은 사람들은 업설 등을 통하여 우생학과 비슷한 사상을 가지고 있어서 천한 존재들에 대한 학살과 기타 악한 행위를 귀족 세력 내부에서 정당화하였다.
고대 그리스시대, 플라톤은 자신이 책 《국가》(기원전 374년)에서 우생학적인 주장을 한 바 있다. 그는 "가장 훌륭한 남자는 될 수 있는 대로 가장 훌륭한 여자와 동침시켜야" 하며, 이렇게 태어난 아이는 양육되어야 하지만, 그렇지 못한 아이는 "내다 버려야 하며, 고칠 수 없는 정신병에 걸린 자와 천성적으로 부패한 자는 죽여버려야 한다."고 주장했다. 시간이 흐름에 따라 달라진 가문들도 있으나 로마 시대에서도 스스로 우월성을 주장하며 평민들과 섞이길 거부한 파트리키 가문들이 있었으며 귀족주의자들은 생각보다 아무렇지 않게 천한 그리스인들이나 로마인들을 학살하는 것을 정당화하기도 했다.
르네상스 시대, 이탈리아의 인문주의자인 캄파넬라 또한 《태양의 도시》에서 "우월한 젊은이만이 자손을 남길 수 있도록 통제되어야 한다,"고 주장했다.
이렇게 오랜 전통을 가진 우생학적 담론들은 19세기 다 되어서 영국인 골턴의 정교한 유전적, 통계적 방법에 의해 체계화되어갔다. 그는 광범위한 가계조사 자료를 통계적으로 정리하여 인간의 지적, 도덕적 능력이 환경의 영향과 관계없이 유전적으로 결정된다고 주장하였다. 그리고 이를 그의 사촌인 다윈의 진화 이론과 결합시켜 유전자에 의해 형질이 결정된 개개인들 사이의 경쟁과 선택을 통해 인간의 진화가 일어난 것이라고 주장하였다. 그에 따르면, 이러한 선택은 자연선택도 있었지만 그것은 매우 느린 과정으로 사회가 적극적으로 개입하여 인위적인 선택을 수행해야 한다고 하였다. 이러한 인위적 선택은 지적, 도덕적으로 우월한 사람이 더 많은 자손을 남기도록 장려되는 것과 열등한 사람은 되도록 자손을 남기지 못하도록 억제되는 것이었다. 그는 이러한 것을 실현시킬 수 있는 방법과 그 과학적 기초를 '우생학'이라고 불렀다. 하지만 골턴의 주장은 기독교적이었던 당시 영국 사회에서 받아들여지지 못했다. 유럽 지배층들의 혈통이자 지리적 이점으로 인하여 순혈인 북유럽 인종을 찬양한 위대한 인종의 소멸 같은 주장들은 히틀러와 같은 지지자들에게 많은 영감을 주었다. 나의 투쟁에서도 비슷한 내용들을 찾을 수 있다.
그 후, 20세기의 전반기(1900년~1950년)사이의 기간에는 우생학이 탄생하고 크게 성장하여 사회의 여러 분야에서 힘을 발휘하였지만 결국은 쇠퇴하게 되었다. 영국, 미국, 프랑스, 독일, 덴마크, 스웨덴, 노르웨이, 일본 등의 선진 자본주의 국가에서는 각종 우생학 단체가 만들어졌으며, 전문 학술지까지 발간되었다. 특히 미국, 독일, 덴마크, 스웨덴 등에서는 우생학이 법률로 제정되어 수많은 사람들이 강제 불임 수술과 거세를 당했으며 심지어 학살당하기도 하였다.
그러나 이러한 우생학은 나치의 대학살로 인해 세계 2차 대전 이후 대부분의 나라에서 쇠퇴하였다. '우생학'이라는 단어 자체가 나치의 대학살을 연상하게 하는 나쁜 함의를 갖게 되었기 때문이다. 그리하여 강제적인 불임 시술과 거세, 학살은 1945년에서 1950년을 기점으로 대부분 중단되었으며, 각 국의 우생학회는 이름을 바꾸고 우생학 학술지도 폐간하거나 유전학 학술지라는 이름으로 변경되었다.

### 우생학의 탄생

#### 우생학의 탄생 배경
서구 역사에서 우생학적 담론의 발자취를 거슬러 올라가면 그리스 시대에서 시작된다. 플라톤은 만성적 허약과 방종에 의해 질병에 걸린 인간들은 의학적 치료의 대상이 아니며, 도덕적 타락은 추방이나 처형의 이유가 되고, 우수한 자손의 번식을 통한 도시 국가의 이상 실현을 위해 우수한 계급의 현명한 결혼을 주장했었다. 또한 아리스토텔레스 역시 시민계급을 중심으로 이상적 공동체를 설계해야 하며, 하층 계급의 다산으로 인한 과잉 인구는 빈곤이나 범죄, 혁명의 중심지로 자라날 가능성이 많기 때문에 하층계급의 출산율은 엄격히 제한되어야 한다고 했다. 하지만 근대적 의미의 유전적 구성에 근거를 둔 인간 개선이라는 목표를 사회적으로 구현한 추동력은 영국의 골턴에게서 나왔다.

#### 골턴의 가족 관계
골턴은 다윈의 진화론을 근거로 인간의 재능과 특질이 유전된다고 믿었고, 이를 통계학적 방법을 이용해 정당화함으로써 인간개선을 도모하려했다. 골턴은 우생학을 창안하기 오래전부터 유전적 특질, 특히 지적 능력의 차이에 관심을 기울이고 있었다. 이는 골턴 자신의 가계에 대한 관심, 외조부인 이래즈머스 다윈과 사촌인 다윈의 영향에 기인한다. 이들의 영향을 어려서부터 직간접적으로 받았던 골턴은 인간의 타고난 본성이 양육보다 인간의 형질을 규정하는 우선적 요인이라 생각했고, 이는 유전성의 강조를 내세우며 인간 개선을 도모하는 잘난 태생에 대한 과학, 즉 우생학으로 발전했다.

#### 19세기 중엽 영국의 시대적 상황
우생학은 당시 영국사회에서 새롭게 부상하고 있던 중산계층의 이해를 대변한 측면이 많았다. 다윈은 《종의 기원》에서 생존경쟁을 통한 자연선택이 생물 종의 진화를 결정한다고 주장했다. 당시 다윈의 진화론은 자유방임주의적 시대 분위기와 잘 맞아 떨어졌고, 이는 다윈의 진화론이 생물학의 영역을 넘어 사회에도 영향을 미치는 중요한 이유가 되었다. 19세기 중반 영국의 자유주의자들은 토지귀족 등 유한계층의 나태함을 비난하고, 노동자나 극빈층은 사회에 짐만 부과하는 쓸모없는 존재라며, 전문직 종사자, 즉 중산계층이 사회를 주도해야함을 역설했다. 당시 스펜서는 게으르고 나약한 존재들의 소멸은 자연의 법칙이며, 사회적 약자를 도와주는 복지 정책은 적자생존의 법칙에 위배된다는 주장을 내세우고 있었다. 중산계급의 논리와 스펜서의 주장은 상호 보완적인 측면이 있었고, 이는 이른바 사회 다윈주의의 형성으로 이어졌다.

#### 인간 개선의 과학, 우생학
1865년, 《유전적 재능과 특질》이란 논문에서 처음으로 우생학적 전망을 개진했던 골턴은 인간은 스스로의 진화에 책임이 있다고 주장했다. 우생학이 형성되던 당시에는 인위선택을 통해 육종가들이 동식물에서 원하는 형질을 선택적으로 강화하는 것을 흔히 볼 수 있었다. 골턴은 이를 사회로 확장하여, 인간도 인위적으로 개선될 수 있으며, 이는 문명화에 가장 중요한 토대가 될 것이라 믿었다. 골턴은 인간 종에 해가 되는 계층은 축소하고, 이로운 계층은 증가시키기 위해서는 다윈의 주장처럼 단순한 생식이론이나 유전 원리 같은 지식만으로는 어렵다며 적극적인 정책적 수단의 필요성을 주장하고 나섰다. 인간이라는 정원에 있는 잡초를 제거하기 위해서는 진화에 대한 과학적 조사보다 진화의 방향을 인위적으로 통제한 것이 더욱 필요하다는 것이다. 골턴은 생존에 유리한 개인들과 불리한 개인들의 비율을 적절하게 조절하는 실천적이고 적극적인 활동을 통해, 인간의 열등한 유전 형질이 확산되는 것은 인종을 퇴화시키는 사회적 공포이므로 제거해야 하며,고차원적 수준의 능력을 소유한 전문직 계층의 출산율 저하 경향을 적극적으로 조절할 필요가 있다고 주장했다.
다윈의 《종의 기원》을 읽은 뒤, 인간 개선을 목적으로 우량종 육성이란 용어를 사용했던 골턴은, 1883년 선택적인 출산을 의미하는 우생학이라는 용어를 창안해냈고, 이를 "인종을 개선하는 과학"이라 정의했다. 골턴의 주된 관심은 현명한 결혼을 통해 인류의 유전적 개선을 도모함으로써 사회적 진보와 문명화를 달성하는 데 있었다. 이후 골턴은 "미래 세대 인종의 질을 개선 또는 저해하는 사회적으로 통제 가능한 수단에 관한 연구"인 우생학을 다양한 가설과 이론, 그리고 방법론을 활용해 과학적 근거가 있는 학문으로 정착시키려 했다. 이처럼 골턴의 우생학은 단순한 과학적 차원의 논의가 아니라 항상 사회적 실천을 수반했던 연구분야였다. 우생학의 성립과 발전 과정에서 골턴이 제기하고 구체화시킨 가정들, 즉 첫째, 정신적능력도 유전의 대상이라는 판단, 둘째, 유전 능력에 대한 자의적인 범주 설정과 주관적인 가치판단, 셋째, 계급 및 인종 사이의 우열의 차이는 유전적으로 고정된 것이고, 생물학적 약자들과 부적자들은 진화와 유전 과학에 기초하여 제거해야할 필요성이 있다는 가정들은 정치적 입장에 관계없이 우생학 운동의 전 과정을 통해 지속적으로 영향을 미쳤다.

### 우생학의 대중화
우생학은 광범위한 대중적 여론과 연결고리를 갖는 사회적 운동으로 발전할 수 있었다. 우생학이란 용어는 1904년 5월 16일에 있었던 제1회 영국 사회학회에서 <우생학: 정의, 전망, 목적>이란 강연을 통해 널리 대중화되었다. 같은 해 런던 유니버시티 칼리지에 우생학 기록 사무국(ERO)이 창설되었고, 1907년에는 이것이 발전하여 국가 우생학을 위한 골턴 연구소로 확대 개편되었다. 1907년 런던에서 우생학 교육 협회(EES)가 설립되어 우생학이 활발한 대중운동 차원으로 발전해 나갔다. 명확한 유전 이론이 설립되지 않은 상황에서 인종 개량의 방법을 고민하며 사회적 실천을 추구했던 생물학의 응용과학이자 이념이었던 골턴의 우생학은 이후 30여 나라에서 대중화됨으로써 20세기 전반 서구 역사에 지우기 힘든 흔적을 남겼다.

#### 우생학의 대중화 요인
골턴은 1865년 〈유전적 재능과 특질〉 논문에서 처음으로 우생학적 전망을 개진했고, 인간은 스스로의 진화에 책임이 있다고 주장했다. 우생학이 형성되던 당시에는 인위선택을 통해 육종가들이 동식물에서 원하는 형질을 선택적으로 강화하는 것을 흔히 볼 수 있었다. 골턴은 이를 사회로 확장하여 인간도 인위적으로 개선될 수 있으며, 이는 문명화에 가장 중요한 토대가 될 것이라 믿었다.
골턴의 인간 형질의 개선과 유전성의 문제에 대한 지적 여정은 세기 전환기에 영국 사회가 당면했던 국가 효율의 문제와 연관됨으로써, 과학적 담론의 영역을 넘어 사회적 실천의 장으로 손쉽게 확장해 갈 수 있었다. 1880년대부터 영국 사회에서 제기된 사회문제 가운데 가장 시급하게 해결해야 했던 문제는 빈곤과 실업, 그리고 육체적 퇴화의 문제였다. 도시의 빈곤과 실업은 육체적 퇴화와 맞물려 국가적 효율과 건강성을 약화시킨다는 주장이 제기되기도 했다. 이러한 상황에서 보어전쟁에서의 패배가 불러온 대중적 위기의식은 열등한 인종적 질에 대한 대중의 관심을 증폭시켰고, 당시 군대에 지원했던 노동계급의 열등한 질적 특이성에 대한 실증적 자료는 이러한 분위기를 한층 가속화시켰다.
초기 유전학의 발전도 골턴의 우생학이 대중화할 수 있었던 중요한 이유 가운데 하나였다. 당시 우생학자들이 가졌던 인간 및 인종의 사회적 위계와 유전적 차이라는 관점은 19세기 말 바이스만의 유전연구와 1900년 멘델(1822년-1884년) 유전 법칙의 재발견에 의해 과학적 정당성을 확보할 수 있었다. 당시 바이스만은 생식질 연속설을 제창하여, 세포는 체세포와 생식세포로 분화되어 있으며, 유전을 담당하는 것은 생식세포이고 환경의 영향을 받는 체세포는 다음 세대와는 전혀 연관이 없다고 주장하였다. 바이스만의 주장은 인간 형질에 있어 환경보다 유전의 영향을 강조하는 경향을 증폭시켰고, 뒤이어 재발견된 멘델의 법칙은 유전의 중요성을 더욱 확고히 해 주었다. 이제 영국 사회는 유전의 중요성, 즉 유전자에 의한 사회적 선택을 강조하기 시작했다.
우생학이 사회적 공감대를 얻고 확대할 수 있었던 또 다른 이유는 19세기 말에 과학이 제도화되기 시작하면서 과학자가 전문직업화되었기 때문이다. 과학은 대학에서 확고한 위치를 점유하기 시작했고, 우생학의 인접 분야인 생물학과 의학이 과학적 훈련을 받은 전문 과학자들에 의해 연구됨으로써 우생학은 더 확실한 제도적 기반 위에서 발전할 수 있었다.

### 세계적 운동으로서의 우생학

#### 미국의 우생학
우생학이 나타나기 시작한 19세기 말부터 미국은 인종문제로 큰 어려움을 겪고 있었다. 영국으로부터 독립할 때부터 많은 흑인을 포함하고 있었던 미국은 19세기 이후에 동, 남부 유럽인과 중국인, 일본인 등의 이민자들을 많이 받아들였다. 하지만 미국의 정치적, 경제적인 권력을 가진 사람들은 영국에서 이주해 온 앵글로색슨족이었으며, 이들은 다른 인종의 수가 많아지자 서서히 자신들의 정체성을 자각하며 그들을 배척하기 시작했다. 흑인은 물론 중국, 일본인 등의 황인종, 그리고 백인이지만 앵글로 색슨족이 아닌 폴란드, 이탈리아, 그리스인 등은 자신들과 다른 문화와 관습을 가지고 있으며 이로 인해 정신박약, 범죄, 매춘, 알코올 중독 등이 미국 사회 내로 급속히 확산되고 있다고 생각하였다. 따라서 이러한 인종 문제 속에서 자연스럽게 인종주의적 우생학이 나타났으며, 1900년대 루스벨트 대통령은 우생학을 미국 전체로 널리 확산시키는 데 큰 기여를 하였다. 하버드 대학교 재학시절부터 뿌리깊은 인종주의적 편견을 가지고 있던 그는 대통령 취임 후 "미국의 성공은 앵글로 색슨족의 우월한 피 때문이다."라는 식의 발언으로 인종주의를 선전했다. 그리고 루스벨트의 절친한 친구였던 우생학자 그랜트 또한 새로운 이민자들과 미국 앵글로 색슨족의 혼혈은 생물학적 퇴화를 일으킬 것이라는 주장을 펼치며 인종주의적 이론을 퍼뜨리는 것에 일조하였다. 1912년 고더드가 캘리캑가에 대한 연구를 발표하여 우생학의 확산에 영향을 끼친다. 그 후 제1차 세계대전을 겪은 미국인들은 앵글로 색슨족이 국제적인 대규모 전쟁에서 승리하기 위해 인종의 질을 더욱 향상시켜야 하며 자신의 피에 다른 종족의 피가 섞이는 것은 인종의 퇴화를 일으킬 것이라는 생각을 하게 되었다. 제1차 세계대전은 미국에서 인종주의적 우생학을 더욱 강화시켰으며 마침내 1924년에는 이민제한법이 통과되었다. 대븐포트 등의 우생학자들은 통계적인 방법을 이용하여 이민자들이 나쁜 유전자를 가지고 있으며 이들의 빠른 수적 증가가 미국 사회에 위협을 가져온다는 주장을 하면서 이민제한법의 통과에 과학적 기초를 제공하였다. 이 시기 우생학은 가계도 연구, '우생학적으로 뛰어난 가족 선발 대회', 지능 검사들을 통해 더욱 활발히 전파되었으며 각종 대규모 재단의 지원을 받았다. 덕데일, 고더드 등의 우생학자들은 『칼리카크 가족』과 같은 가계도 연구를 통해 범죄, 사기, 매춘, 정신박약 등의 형질이 한 가족 내에서 계속 유전된다는 것을 주장하였다. 이 연구서들에서는 우생학적으로 열등한 가족과 우월한 가족의 도덕적, 신체적, 인종적 차이가 잘 부각되어 있으며 그러한 차이는 여러 주에서 개최된 우생학적으로 뛰어난 가족 선발 대회의 기준이 되었다. 이와 같은 대중적인 선전과 연구 그리고 대규모 재단의 막강한 금전적인 지원으로 인해 강제적인 불임수술을 허가한 법은 여러 주에서 쉽게 통과되었다. 19세기 미국에서도 영국, 프랑스와 같이 정신 이상자, 실업자, 부랑자들을 수용하는 시설이 존재해 왔으나 우생학적으로 열등하다고 지목된 이민자들을 모두 수용하는 데에는 너무나 많은 비용이 필요로 했다. 따라서 샤프, 옥스너 등의 의사들은 수용소 대신 불임수술이 더 경제적이라고 주장했으며, 실제로도 1907년부터 소수의 수감자들은 대상으로 은밀한 불임수술을 시행해 왔다. 이후 1930년대의 대공황기 때 수용소를 운영할 돈이 더욱 부족해지면서 불임수술을 지지하는 여론이 강해졌고 결국 약 30개 주에서 불임수술법이 통과되었다.
이러한 상황 속에서 흑인 지식인들은 유전적 결정론과 백인 중심의 인종주의를 비판했다. 미국 중간계급의 극소수를 점하고 있던 두보이스, 본드, 존슨 등의 흑인 지식인들은 현재 흑인이 백인보다 여러 방면에서 열등하다는 점을 인정하였지만 그것이 유전적으로 결정되었다는 주장은 거부하였다. 따라서 그들은 환경의 개선과 교육을 통해 다음 세대 흑인들의 지적, 도덕적, 신체적 형질들은 개선될 것이라고 생각하며 라마르크적 우생학을 받아들였다. 흑인 지식인들은 흑인 자신들의 정체성과 존엄성을 중시하여 고다드의 지능 검사 결과를 비판하였고 여러 주에서 흑인과 백인의 결혼이 금지되었을 때에도 격렬하게 공격하였다. 이 때 그들은 백인과 결혼하여 후손들의 유전적 형질을 향상시키길 바란 것이 아니라 그러한 법 자체가 흑인의 존엄성과 문화적 정체성을 무시하는 처사라는 점에 분노하였다. 그들의 반 인종주의적 활동이 세계 2차 대전 이후 미국에서 골턴의 우생학이 쇠퇴하는 데 많은 기여를 한 것으로 보아 흑인 지식인들의 주장은 장기적인 관점으로 보았을 때 효과가 있었다. 물론 독일 나치의 대학살이 우생학의 쇠퇴에 기여를 하였지만 흑인 지식인들의 이러한 조직적인 선전은 강제적 불임수술의 폐지에 무시할 수 없는 요소로 작용했다고 볼 수 있다.

#### 독일의 우생학
독일의 우생학운동은 인종위생, 강제불임, 안락사, 집단학살과 밀접한 연관을 가지며 전개되었다. 인종위생운동은 19세기말 독일사회의 급격한 산업화과정에서 파생된 제반 사회문제와 노동자계층에 비해 엘리트계층의 출산율이 상대적으로 떨어지는 데 대한 사회다윈주의적인 관심에 주된 근거를 두고 있다. 초기의 인종위생운동은 생물학에 엄밀한 지적 기반을 두었고 인종적 정치적 색깔은 두드러지지 않았다. 그러나 1933년 나치의 집권 이후 인종위생운동은 흑인, 유대인, 동부 유럽인들을 인종적으로 구분하고 열등시하는 정치적 운동으로 급속히 변질된다. 1933년, 선천성 정신질환, 조현병, 간질, 선천성 시각장애인, 심한 알코올 중독, 헌팅턴씨병 있는 사람을 대상으로 도입한 강제불임법을 통과시키며, 이는 1937년 모든 독일 유색 아동을 대상으로 확대해서 나치 말기까지 약 350,000명 생식능력을 제거했다.
안락사에 관한 독일 사회의 관심은 1895년 《죽을 권리》 출판으로 촉발되었는데, 이 책은 정부가 개인의 죽음을 통제해야 한다고 주장하며 안락사를 적극적으로 옹호하고 나섰다. 1920년 출판한 《살 가치가 없는 생명에 대한 살생 허용》에는 나치 체제 하 우생학운동에서 광범위하게 사용했던 "살 가치가 없는 생명"이란 개념이 등장하는데 이 책은 불치병환자뿐만 아니라 정신질환자, 박약아, 선천성 불구아도 이 개념의 범주에 포함했다. 본격적인 안락사 프로그램은 1930년대 말 신체나 정신장애를 지니고 태어난 아동 학살로 시작한다. 초기에는 3살 미만의 아동을 대상으로 하였으나 1941년 17살, 그리고 1943년에는 유대인을 비롯한 이른바 바람직하지 않은 인종의 건강한 아동까지 포함했다. 자국민 불구아동을 대상으로 시작한 안락사 프로그램은 이렇게 그 대상 나이와 종족을 계속 확대해서 결국 타 종족의 건강한 성인을 대상으로 한 집단학살 프로그램으로까지 치닫는다. 독일이 소련과 폴란드를 침공했을 때 수많은 유대인, 집시, 정신질환자가 이 프로그램으로 총살당하였고, 결국 강제수용소에서 노동력이 없거나 병들거나 반사회적이라는 이유로 무고한 수백만 인명이 살인 가스로 대량 학살당하는 인류역사상 유례없는 참극이 벌어지게 된다.
1920년대 미국에서 이민제한법과 강제불임법이 통과되자 우생학에 대한 사회학자, 인류학자, 생물학자들의 비판의 목소리가 높아갔다. 이들은 범죄, 매춘 등의 사회문제는 가난, 문맹 등과 같은 불리한 사회여건의 결과이지 유전자의 문제가 아니며, 인종간의 차이도 생물학적이라기보다는 문화적 차이의 결과로 보아야 한다고 주장했다. 1930년 로마 가톨릭교회도 교황의 교서를 통해 우생학을 공식적으로 반대한다. 이러한 거센 반대의 결과 구미 대부분의 나라에서 우생학운동의 사회적 정치적 영향력은 크게 제한받게 되었다. 독일이 유일한 예외인데 1930년대 나치 치하에서 우생학 프로그램은 전성기에 달하며 결국 가스실의 대량학살로 막을 내린다. 이 참극은 우생학에 비판을 불러왔다.

#### 일본의 우생학
"우생보호법"은 국민우생법의 영향을 받아 탄생해 일본 제국이 시행한 법률 중 하나로, 우월한 사람들을 보호하는 목표를 가졌다. 이 법은 일본 제국 정부가 산업화와 국력 강화를 위해 시행한 정책 중 하나였다. 제국이 망한 후에 인권 침해와 강제적 통제를 비판하는 시각들이 굴기하였으나 그래도 우생학의 영향력은 꽤 오래 남았다. 1996년 법 개정에서는 우생학에 근거한 부분이 차별로 삭제되었고, 법률명도 「모체보호법」으로 개정되었다.
당시 일본 제국의 우생학은 주로 세 가지 목표를 가지고 있었다.
1. 인구 조절과 통제 : 이 법은 인구를 조절하기 위해 열등하다고 여겨지는 사람들에 대한 특정 규제를 시행했다. 유전적으로 우수한 특성을 가진 사람들에게는 출산을 장려하고, 유전적으로 불리한 특성을 가진 사람들의 출산을 제한하는 내용이 포함되었다. 열등한 유전적 특성에는 성욕을 조절할 수 없는 부류와 정신장애가 있는 사람들도 명시되었다.[9]
2. 질병 예방 및 건강 증진 : 제국주의적인 강인한 인간을 키우기 위해 검도와 같은 체력 단련과 스포츠 활동을 지원했다. 또한, 우수한 가정의 건강 상태를 평가하고 개선하기 위한 건강 검진 및 진료를 장려했다. 그리고 유전병에 걸린 사람이나 장애인의 탄생을 막기 위해서 수술을 실시하였다.
3. 국력 강화 : 국가의 경제적 발전을 도모하기 위해 과학기술 발전과 노동력을 강화하고, 군사적 목적을 위해 강건한 군대를 유지하려는 목적을 가졌다. 이를 위해 귀족이나 군인 및 국가의 중요한 부문에서 일하는 사람들에 대한 인구 증가와 보호를 중요시했다.

그러나 이런 정책들은 당시에도 차별을 당하는 사람들과 인권을 중시하는 사람들에 의해 비판을 받았다. 특히, 강제적인 요소가 많아 소수의 제국민들은 개인의 선택과 자유가 침해되는 것으로 여겼다. 이러한 우생학 정책은 제2차 세계 대전 이후에 시간이 흐르자 폐지되었고, 일본의 정신적 가치 및 제도는 크게 변화하게 되었다.

#### 한국의 우생학
일제 강점기에 독일을 유학한 의사 이갑수가 1933년 조선우생협회를 창립하고 독일의 우생학을 여러 차례 소개한다. 1959년, 1964년에는 우생법 제정을 천주교의 반대로 실패를 하였으나, 현재의 모자보건법 14조 1항에는 우생법 항목이 들어가 있다.
1941년 치료약의 보급으로 한센병은 피부병으로 분류되었으나 국내에서는 전염병으로 알려지며 환자들은 격리 수용되었다. 전국적으로 한센병 환우들을 대상으로 강제 낙태가 시행되었고, 1992년까지 소록도에서는 한센병 환자들을 대상으로 강제 불임 시술이 행해졌다. 1996년까지 학술 연구가 아닌 한센병 환자들의 임신을 위협할 목적으로 낙태한 태아 표본들을 소록도 병원의 해부실에 비치한다. 강제 불임화의 대상 역시 우생학적 시각이 있었으며 과거 보수우파 정권은 강대함과 선진성을 위해 범죄자는 물론 무고한 약자들도 무자비하게 탄압하기도 했다.

### 우생학의 몰락
1890년대 이후 20세기 초엽을 지나면서 점점 발전을 구가하던 우생학은 1930년대에 접어들면서 서서히 쇠퇴해갔다. 그 원인으로는 크게 세가지를 들 수 있다.
- 우생학의 과학적 취약성
- 경제 대공황
- 나치의 홀로코스트

유전학이 발달하면서 '나쁜' 유전자가 모든 부적절한 형질을 유발한다는 생각은 거부되기 시작했다. 유전학의 발전으로 어떤 형질이 수많은 유전자들에 의해 영향을 받을 수 있으며 환경도 유기체의 성장에 영향을 미칠 수 있다는 논리가 힘을 얻어갔다. 우생학은 1930년 경을 기점으로 사이비 과학으로 전락해 갔고, 우생학에 대한 비판도 거세졌다. 경제 대공황도 우생학의 쇠퇴 요인 가운데 하나다. 대공황은 생물학적 차이의 중요성보다는 사회적 환경의 중요성에 대한 인식을 대중에게 각인시켜주는 계기가 되었다. 즉 대공황과 그에 따른 사회적 고통은 대중에게 인간의 능력과는 무관하게 동일하게 감수해야만 하는 현실이었고, 이는 유전적 차이에 따른 인간의 서열화를 무시하는 사회심리적 요인으로 작용했다.
하지만 우생학이 사회로부터 결정적으로 퇴출되게 된 이유는 무엇보다 나치의 홀로코스트 때문이었다. 나치에 의한 유대인 대학살은 대중에게나 우생학자들에게나 공포 그 자체였고, 이는 우생학의 몰락을 가져왔다. 이제 인간을 유전적 차이에 따라 서열화하려는 시도는 거부되었고, 유전자 결정론에 대한 비판도 거세졌다.

## 우생학에 대한 다른 의견들

### 과거의 우생학과 새로운 우생학
우생학은 역사적으로 볼 때 강제 불임시술이나 낙태 등의 방법을 통한 사회운동을 의미하기도 하고, 인간유전학을 응용한 과학을 의미하기도 했으며, 때로는 인간의 유전학적 개선을 추구하는 원리나 이상 등을 나타내는 등 다양한 의미로 사용되어 왔다. 오늘날 의료유전학자들은 자신들의 분야와 추악한 우생학을 구분하기 위해 우생학을 좁게 부정적 의미로 사용하는 경향이 있다. 이들은 자신의 분야를 우생학으로 보지 않는다. 그러나 1950년대~1960년대 의료유전학자들은 우생학을 보다 포괄적인 개념으로 사용했다. 자신들의 "좋은 우생학"과 과거 미국과 나치 독일의 "나쁜 우생학"을 모두 아우르는 개념으로 사용했던 것이다.
우생학은 이같이 다양한 의미로 사용되어 왔고 지금도 새롭게 해석되고 있다. 우선 과거 우생학은 사회 전체인구의 유전특질 개선을 목표로 했던 반면, 새로운 우생학은 개인의 유전질환치료나 특질강화를 목적으로 한다. 과거의 우생학에서는 특정 유전자를 퍼뜨릴 부모가 선택의 대상이었지만 새로운 우생학에서는 새로 태어날 자녀가 선택의 대상이 된다. 과거의 우생학에서는 정부가 강제적 수단으로 이들 부모의 생식을 촉진 혹은 제한했던 반면 새로운 우생학은 개개 가정의 자발적 결정에 의해 태아를 낙태, 유전자 치료 혹은 특질 강화하게 된다. 새로운 우생학은 목적, 대상, 수단에 있어 과거의 우생학과 현격한 차이를 보이는 것이다.

## 현대사회에서의 우생학

### 유전상담과 우생학
우생학에 대한 비판이 거세어지면서 이러한 비판으로부터 우생학을 지키려는 움직임이 1930년대 영미의 생물학자들 사이에서 일어난다. 영국의 홀데인, 헉슬리, 혹벤 그리고 미국의 제닝스가 대표적 인물들이다. 이들은 우생학에 대한 사회적 비판을 불식하기 위해 무엇보다 우생학으로부터 인종, 계급, 남녀와 관련한 사회적 편견을 제거해야 한다고 목소리를 높였다. 나아가 건강한 우생학은 인간유전학에 과학적 기초를 두어야 한다고 주장했다. 이러한 움직임의 결과 정부의 강제적 수단에 의해 집단적인 인종 개량을 추구했던 우생학에서 개인의 자발적 상담을 통해 출산과 관련한 유전질환 문제의 해결을 모색하는 유전상담으로의 이행이 이루어지게 된다. 유전질환 퇴치를 목적으로 하는 오늘날의 인간유전학은 이러한 움직임에 그 뿌리를 두고 있다.
유전상담은 1940년대 영국의 소아병원과 미국의 미시건대학, 미네소타대학에 전문 클리닉이 설치되면서 시작되었다. 인간유전학과 우생학의 연관은 1948년 창설된 미국의료유전학회의 초기 회장 다섯 사람 중 네 사람이 미국우생학회의 이사였다는 사실에서도 잘 드러난다. 1947년 "유전상담"이란 용어를 처음 사용했으며 미네소타대학의 다이트 인간유전학연구소 소장이었던 셸던 리드는 "인간유전학 상담은 우생학 프로그램을 현대적으로 시행하는 방법이다. ... 우생학이란 용어는 버림받았으며 이제 '인간유전학상담'이 그 자리를 대체하고 있다"고 했다. 우생학이란 용어는 버림받았지만 인간유전학이 우생학으로부터 직접 기원했다는 맥락에서 1960년대 대다수의 의료유전학자들은 유전상담을 비롯한 자신들의 작업을 우생학의 한 형태라고 주저 없이 이야기할 수 있었다.
그렇다고 해서 유전상담을 우생학의 연장이라고 단순히 규정하기는 힘들다. 대상, 목표, 수단, 결과에 있어 많은 상이점을 보이기 때문이다. 일반적으로 말해 우생학은 개인에 앞서 사회 전반의 이해를 도모한다. 반면 유전상담은 개인과 그 가족의 이해를 우선한다. 따라서 그 동기와 목적에 있어 양자는 구별된다. 또한 우생학이 정부의 개입에 의한 강제성을 동반한다면 유전상담은 개인의 자발적 참여에 의한 자율적 의사결정에 바탕한다. 따라서 시행 수단에 있어서도 많은 차이를 보인다고 할 수 있다.
또한 유전상담을 이끈 사람들이 궁극적으로는 개인을 통한 사회의 유전적 특질을 개량하고자 하는 우생학적 동기를 가지고 있다 할지라도 그 결과는 종종 정반대의 열생학적 결과를 초래하기도 한다. 예를 들어 유전적으로 결함이 있는 아기를 낳았을 경우 부모는 더 많은 아이를 낳음으로써 이를 보상하려는 성향을 보편적으로 보인다. 이러한 질환을 가진 아이가 다시 태어날 확률이 비교적 낮다는 것을 유전상담을 통해 부모가 알게 되면 그 부모는 실제 더 많은 아이를 낳게 되고 따라서 당대에 발현되지 않는 잠재적 결함유전자를 지닌 아이가 더 많이 태어남으로써 결과적으로 유전상담은 열생학적 효과를 초래하게 되는 것이다. 이외에도 우생론자들은 신체적 특질보다는 정신적 특질을 더 중요시하였는데 이를 전제로 한 유전상담은 부분적으로 열생학적 효과를 나타낸다. 예를 들어 상담원들은 신체적인 유전질환에 대해 유전상담을 요청한 부모들이 대개 사회적으로 도덕적으로 책임감이 강하며 교육수준이 높은 경우가 많다는 사실을 발견했다. 상담원들은 문제의 유전질환이 지나치게 심각한 경우가 아니면 이들 부모의 우수한 정신적 특질의 가치가 유전적 신체결함을 상쇄하기에 충분하다고 판단하여 이들에게 자녀를 낳을 것을 권유하는 경우가 많았다. 이 경우 유전상담은 정신적 특질에 대해서는 우생학적일지 모르나 신체적 유전질환에 대해서는 열생학적인 결과를 낳게 되는 것이다.
초기의 유전상담은 부모의 가시적인 유전질환에 대한 정보를 기초로 실시되었으나 유전질환을 직접 치료할 수 있는 길이 열림에 따라 인간유전학은 전혀 새로운 국면을 맞게 되었다. 페닐케톤뇨증은 유아기 지능발달에 심각한 장애를 가져오는 유전질환으로 알려졌는데 불임 등 기존의 우생학적 방법 외에는 별다른 치료, 검사 방법이 없었다. 1950년대 필수 아미노산의 일종인 페닐알라닌의 과도한 혈중농도가 PKU의 발병원인으로 밝혀짐에 따라 이를 저 페닐알라닌 식이요법으로 치료하는 법이 개발되어 유전질환을 직접 치료하는 길이 처음으로 열리게 되었다. (이러한 유전질환치료법은 결함 유전자 자체를 정상 유전자로 치환하는 1990년대의 유전자치료와는 다르다.) 이어서 1960년 싸고 간편한 혈액검사법을 통해 PKU를 검사하는 방법이 개발되었고 PKU를 포함한 몇 가지 유전질환에 대한 신생아검사는 1960년대를 통해 구미 각국에 급속히 확산되어 출산과 관련한 일상적인 검사과정으로 정착되었다.
1940년대에서 1960년대에 이르기까지 이러한 새로운 흐름 속에서 대부분의 유전학자들은 유전학의 의학적 응용을 우생학적인 것으로 인식하고 표현하는 데 거부감이 없었다. 물론 이들은 과거의 우생학이 인종과 계급적 편견에 물들어 있으며 지나치게 단순한 과학적 전제로부터 출발하고 있다는 점을 인정했고 또한 이를 시정해야 한다고 믿었으나, 동시에 힘써 지켜야 할 우생학도 있다는 점을 강조했다. 무도병이나 테이삭스병(Tay-Sachs, 흑내장 가족성 백치) 등 당사자와 사회에 과도한 고통과 비용을 부과하는 고질적 유전질환은 반드시 제거해야 하며 이러한 의료적 우생학은 소수 인종이나 종교, 가난한 자를 대상으로 한 과거의 우생학적 정책과는 구별하여 지켜야 한다고 믿었다.
이들 중 소수이기는 하지만 우생학을 보다 심각하게 반대한 일부 유전학자들은 우생학이란 이름 자체를 사용하기를 거부했다. 1954년 라이어널 펜로즈는 당시 세계적인 우생학 연구소였던 런던의 국립갈튼우생학연구소의 소장을 맡으면서 기관지의 제목을 《우생학 연보》에서 《인간유전학 연보》로 바꾸었다. 또한 1961년에는 그가 맡고 있던 "갈튼 교수좌"를 "갈튼 인간유전학교수좌"로 개칭했는데 우생학의 태두인 갈튼이 풍기는 우생학적 이미지를 희석시키려는 시도였다. 이러한 개칭 과정은 인간유전학이란 분야 자체가 우생학으로부터 직접 기원했다는 것을 잘 보여 준다. 미국의 유전학자들도 우생학이란 단어를 기피하는 추세에 동조하여 1950년 새로운 학회의 이름을 "미국인간유전학회"로 채택했고, 1954년 《미국인간유전학회지》를 창간했다. 우생학에 대한 일반 대중의 혐오감도 점점 커져 1960년대 말 경이면 더 이상 우생학이란 단어를 미국사회에서 용납하지 않는 정도에 이른다. 개혁을 통해 우생학을 지키려는 유전학자들의 움직임은 이러한 적대적 분위기 속에 모두 실패로 돌아가고 만다. 급기야는 미국우생학회마저 이러한 추세에 굴복하여, 1968년 기관학술지인 《계간 우생학》을 《사회생물학》으로 개칭하기에 이른다.

### 유전검사와 우생학
1960년대에 급속히 발전하기 시작한 세포유전학은 염색체분석기법을 통해 임신 중 태아의 유전자를 검사하는 방법의 기초를 놓았다. 최초의 산전유전자검사법인 양수검사법은 1960년대에 개발되어 1970년대 중반에는 광범위하게 확산된다. 이와 함께 1967년 영국에서 그리고 1973년 미국에서 합법화되기 시작한 임신중절은 산전유전자검사에 이은 낙태라고 하는 새로운 유전질환 대책을 정착시켰다.
최근 기술의 진보로 배아 단계에서의 유전자검사가 가능해짐에 따라 산전유전자검사는 태아선별법과 배아선별법으로 세분화되었다. 태아선별은 예를 들어 양수검사법에 의해 태아의 유전자를 검사한 후 문제가 발견되었을 경우 태아를 낙태하는 방법이다. 배아선별의 경우 개략적인 원리는 다음과 같다. 심각한 유전질환의 가능성이 있는 부부가 아기를 낳기 원하는 경우 여성 쪽으로부터 체외수정(IVF)기술을 적용해 여러 개의 난모세포를 추출한다. 여기에 남편의 정자를 수정시켜 체외에서 여러 개의 배아를 만든다. 이 배아의 유전자를 검사해 정상적인 배아만 여자의 자궁에 착상하여 임신에 이르게 한다. 배아선별법은 태아선별법과 달리 태아를 낙태시켜야 하는 부담으로부터 해방되는 장점이 있지만 복잡한 체외수정과 검사에 따르는 번거로움 그리고 고비용이라는 단점이 있다. 배아선별법은 특히 여러 개의 배아들 중에서 선택할 수 있다는 장점으로 인해 심각한 유전질환을 가진 부부에게 각광받게 될 생식보조기술로 보인다.
태아와 배아 선별법의 윤리적 문제는 대략 두 가지로 나누어 볼 수 있다. 먼저 이들 방법은 태아와 배아를 조작하고 폐기하는 과정을 포함하고 있는데, 이 경우 태아와 배아의 생명으로서의 지위에 관한 문제가 첫 번째 이슈로 떠오른다. 두 번째 문제는 태아와 배아를 폐기하고 선택하는 행위가 가진 우생학적 함의인데 여기서는 이 문제만 논의하기로 하자. 태아와 배아를 폐기할 경우 이는 소극적 우생학이며, 여러 배아 중 원하는 배아를 선택한다면 이는 적극적 우생학 행위라고 해석할 수 있다. 심각한 유전질환의 경우 결함유전자를 지닌 태아나 배아를 낙태, 폐기하는 행위는 그 질환의 심각성이 낙태나 폐기에 따른 윤리적 부담을 상쇄할 수 있다. 문제는 페닐케톤요증 등의 치료 가능한 유전질환 또는 고지방이나 고혈압 등 치명적이지는 않은 질병을 유발할 유전인자가 검출된 경우이다. 태아의 경우 이러한 질환은 낙태에 따른 윤리적인 부담을 상쇄할 정도로 심각하지는 않을 것이다. 배아선택의 경우 역시 이러한 질환을 피하기 위해 힘든 체외수정 과정과 고비용을 감수할 부부는 흔치 않을 것이다. 다만 다른 심각한 유전질환을 피하기 위해 배아선택을 하는 경우 여러 배아 중 하나를 선택해야 하고 이때 비치명적 질환이 2차적인 요소로 감안될 수는 있을 것이다.

### 유전자치료와 우생학
인간의 유전특질에 대한 인위적 개입은 대상―체세포유전자 또는 생식세포유전자―과 목적―치료 또는 특질강화―에 따라 이들의 조합인 네 가지 경우로 나뉜다. 체세포유전자조작은 치료 또는 특질을 강화할 목적으로 환자의 결함 체세포유전자를 다른 정상 또는 우수한 특질의 유전자로 대체하는 것이며 치료효과는 환자의 당대에 국한된다. 생식세포유전자조작은 치료 또는 특질강화를 목적으로 정자, 난자 또는 배아 상태에서 결함 유전자를 정상 또는 우수한 유전자로 대체하는 것이며 배아가 성인으로 자라 후손을 낳게 되면 후대에까지 그 영향이 항구적으로 미친다.
인간유전자 조작의 가능성에 대한 이론적 논의는 1962년 "인간과 그의 미래"라는 주제로 런던에서 개최되었던 CIBA 재단 심포지엄에서 본격적으로 시작되었다. 여기에 참여했던 당대의 대표적 생물학자인 홀데인, 헉슬리, 뮐러 등은 인간의 유전특질을 개선하는 방법으로 우수한 정자의 기증, 우수한 인간의 복제와 아울러 유전자에 대한 직접적 조작을 제시했다. 이들은 생식세포유전자를 조작하는 것이 체세포의 경우보다 힘들며 치료보다는 특질강화가 더 어려운 작업일 것으로 이미 예견했다. 1960년대말 경 분자생물학의 발전은 유전자조작의 가능성을 보다 현실화시켰으며 이에 대한 윤리적 논의가 가열된다.
인간유전자조작에 대한 윤리적 논의는 1979년 주최한 국제회의가 분수령을 이룬다. 이 회의에서 WCC는 유전질환의 치료를 위한 체세포유전자치료만 윤리적으로 용납될 수 있으며 질병의 예방 또는 치료를 위한 생식세포유전자치료 그리고 인간의 능력을 강화하는 어떠한 유전자조작도 윤리적으로 용납될 수 없다는 내용의 권고안을 채택했다. 이 권고안은 1980년대와 1990년대에 걸쳐 광범위한 공감대를 형성한다. 덴마크, 스웨덴 등 서구 여러 나라는 이 권고안에 기초해 체세포유전자치료만 윤리적으로 용납될 수 있다는 입장의 정책선언문을 발표한다. 이러한 부분적 허용에 따라 1980년대 중반 이후 체세포유전자치료법에 대한 수많은 임상실험이 수행되고 이를 위한 국제적 가이드라인도 마련된다. 이와 아울러 금기시된 생식세포유전자치료법에 대한 활발한 논의도 일어난다.
체세포유전자치료에 대한 윤리적 논의는 새로운 치료법이 가질 수 있는 장점과 위험부담, 임상실험에서 대상환자의 자발적 동의의 획득, 비밀의 유지 등 전통적인 이슈를 중심으로 이루어진다. 생식세포유전자치료의 경우 문제는 더욱 심각한데 가장 우려되는 요소는 생식세포유전자조작의 결과에 대한 과학적 불확실성이다. 헌팅턴씨병과 같이 하나의 유전자에 결함이 생길 때 발생하는 질환도 있지만 대부분의 유전질환이나 특질들은 다수의 유전자의 복합적 작용에 의해 결과된다. 조작된 유전자와 주변 유전자들 간의 복합적 작용이 배아의 장기적인 성장과정에서 어떤 위험요인으로 등장하게 될지 현 단계의 지식 수준으로는 예측 불가능하다. 이러한 과학적 불확실성이 허용 가능 수준으로 감소하지 않는 한 생식세포유전자치료는 도덕적으로 무책임한 개입이 될 것이다.
생식세포유전자치료에 대한 투자가 결코 효율적이지 않다는 지적도 있다. 구태여 결함이 있는 배아를 치료하기보다는 정상적인 배아를 선택하는 것이 훨씬 효과적이라는 것이다. 그러나 생식세포유전자치료를 옹호하는 사람들은 이런 선택적 방법은 결함유전자를 걸러내는 우생학적 접근이며 결함유전자를 직접 치료하는 방법이 훨씬 윤리적으로 평등한 방식이라고 주장한다. 비판자들은 사회적으로 우려할 결과를 낳는 것은 오히려 유전자치료라고 반박한다. 이는 유전특질을 강화하는 우생학적 오용으로 이어질 것이기 때문이다.
"유전자치료가 과연 우생학의 일종인가?" 의료윤리학자 해리스는 최근 한 논문에서 직설적으로 묻고 있다. 해리스의 입장은 다소 극단적인데 체세포나 생식세포 유전자 치료는 과학적 불확실성만 제거된다면 양자간에 근본적인 차이가 없다고 본다. 치료적 유전자 조작이나 특질강화를 목적으로 한 (우생학적) 유전자조작 역시 근본적인 차이가 없다고 본다. 치료적인 조작이나 우생학적인 조작 모두 개인의 생존과 건강을 보호하는 방법의 하나로 보기 때문이다. 한마디로 대상 유전자의 종류(체세포 또는 생식세포 유전자)나 조작의 목적(치료 또는 특질강화)에 관계없이 이러한 조작은 모두 개인의 생존과 보호라는 보편적 가치 아래 용인될 수 있다는 입장이다.
의료윤리학자 니콜라스 아가도 유전자 조작을 통한 특질강화에 대해 전향적인 입장을 취하고 있다. 아가는 인간유전자조작 문제에 대해 기존의 이분법적 윤리적 접근―치료적 조작 대 우생학적 조작―은 인간의 신체적 정신적 특질을 개선하는 어떠한 유전자조작도 일률적으로 거부하는 한계가 있다고 지적한다. "맞춤 아기: 인간유전자를 조작함에 있어 윤리적으로 허용 가능한 방식들"이란 논문에서 아가는 윤리적으로 허용 가능한 유전자특질 강화도 있다고 주장한다. 아가는 개체의 발전에 환경과 유전자가 동시에 영향을 미친다고 전제하고 유전자 개량은 환경 개량과 동일선상에서 취급될 수 있다고 본다. 다시 말해 자녀의 성장에 중요한 영향을 끼치는 환경을 개선하는 일에 부모가 적극적으로 개입하는 것이 윤리적으로 허용되듯 부모가 유전자조작을 통해 자녀의 선천적 능력의 용량을 증강하는 일에 개입하는 행위도 윤리적으로 허용 가능하다는 것이다.
그러나 이러한 특질 강화 유전자조작에 많은 사람들이 반대하는데, 가장 대표적인 이유는 불평등의 심화이다. 이들은 부의 편재와 같은 환경적 불평등에 유전적 불평등이 더해질 경우 전체적 불평등은 걷잡을 수 없을 정도로 심화될 것이라고 우려한다. 유전자조작은 부자들만이 혜택을 누릴 수 있는 고비용의 서비스가 될 것인데 유전자조작에 의한 차별적 능력 강화는 기존의 사회불평등을 증폭시키는 결과를 초래할 것이라는 주장이다. 이에 대해 아가는 환경과 유전 양자를 동일한 종류의 문제로 파악하고 부의 편재와 같은 환경적 불평등 문제를 다루는 기존의 윤리적 방식을 동일하게 적용하여 유전적 불평등 문제를 다루면 될 것이라고 제안한다.
이에 더해 아가는 총체적 유해성 개념을 적용하여 특정 유전자조작의 용납 여부는 그 조작의 사회적 개인적 측면의 총체적 평가 결과에 따라서 판단해야 한다고 제안한다. 예를 들어 교육 환경의 경우 일본의 과외는 의무교육과 같이 그 사회가 꼭 요구하는 것은 아니지만 그렇다고 윤리적으로 이를 금해야 하는 것도 아니라고 본다. 도덕적으로 요구되지 않는 행위가 곧 도덕적으로 허용 불가능한 (금지되어야 할) 행위는 아니라는 것이다. 이와 같이 더 좋은 학습 환경을 자녀에게 제공해 주는 과외가 도덕적으로 허용 불가능한 행위가 아니라면 이와 유사하게 자녀에게 더 좋은 유전적 특질을 제공해 주는 것도 도덕적으로 허용 불가능한 행위가 아니라고 아가는 추론한다.
아가는 여기에서 기본적으로 과외가 그 총체적 효과로 볼 때 유해한 행위가 아니라고 보고 있다. 이는 한국 상황에서 매우 흥미로운 이슈인데, 2000년 5월 한국 대법원은 과외를 합헌적인 행위로 판시했다. 과외를 포함한 제반 교육에 대한 자유는 개인의 침해할 수 없는 기본권으로 해석되어 합헌적 행위로 인정된 것이다. 이 판결을 둘러싸고 과외 허용에 대한 열띤 찬반논쟁이 벌어졌는데 가장 치열한 논점은 과외가 심리적 사회적 불평등을 심화한다는 불평등에 관한 문제였다. 이러한 시각에서 과외문제를 접근한다면 과외 허용 여부는 궁극적으로 불평등의 수용에 대한 그 사회의 가치판단에 달린 문제라고 보인다. 평등보다는 개인의 자유에 보다 큰 가치를 부여하고 그에 따른 불평등을 수용하는 사회에서는 불평등의 심화를 감수하고서라도 개인의 자유를 허용할 것이다. 그러나 정부의 개입을 통한 평등을 강조하는 사회에서는 이러한 행위가 불평등을 심화시키는 행위이며 따라서 총체적 유해성 측면에서 도덕적으로 용납 불가능한 것일 수도 있다. 개인의 특질을 강화하는 유전자조작의 도덕적 허용 여부 역시 이러한 조작이 결과하는 불평등을 그 사회가 어느 정도 용납할 수 있느냐에 달려 있다고 볼 수 있을 것이다. 환경적 요인과 유전적 요인을 동일선상에서 파악하는 아가의 주장은 결국 부의 불평등을 허용하는 사회는 유전적 불평등도 허용해야 한다는 것으로 보인다.

### 인간게놈프로젝트와 우생학
앞서 지적한 대로 우생학은 나치 체제의 붕괴와 함께 몰락의 길을 걷기 시작했다. 그런데 이러한 우생학에 새로운 소재를 제공해 준 사건이 히로시마와 나가사끼의 원자폭탄 투하였다. 대부분의 원폭 생존자들은 원폭 투하 시 방사능에 피폭당해 심각한 후유증을 앓았는데 특히 유전자가 손상되었을 가능성이 높았다. 과학자들은 이러한 가능성에 심각한 우려를 표명하며 방사능 피폭 효과가 전 인구에 끼칠 부정적 결과를 경고하고 나섰다. X선에 의한 돌연변이 유발실험으로 노벨상을 수상한 HJ 륄러가 대표적인데 그는 히로시마와 나가사끼의 원폭이 "생존자의 생식세포에 수십만 개의 시한폭탄을 설치했다"고 경고했다. 방사능 피폭으로 생식세포의 유전자에 이상이 생길 경우 결함유전자는 자손을 통해 인구 전체에 널리 확산되어 나갈 것이라는 주장이었다. 미국과 일본 정부는 원폭이 인간 생체에 끼치는 효과를 규명하는 데 적극적인 관심을 나타내었으며 이를 위해 유전학자들을 고용하였다. 원폭 투하 장소나 산업현장에서 방사능에 노출된 사람들에게 발생한 기형아 출산, 암 등의 문제를 조사하는 체계적인 연구 프로그램이 이들을 통해 시작되었다. 이 연구 프로그램이 1980년대 인간게놈프로젝트 등장의 직접적인 배경이 된다.
2차대전 중 원자폭탄 개발계획인 맨해튼 프로젝트를 주도했던 미국 에너지부(DOE)는 오랫동안 방사능피폭의 생물학적 효과에 대한 연구를 지원해 왔다. DOE는 1983년 산하의 로스알라모스 연구소 생명과학분실에 DNA 배열순서 정보를 위한 세계 최대의 유전자 데이터베이스인 "GenBank"를 설치한다. 이듬해 DOE의 무기연구소 과학자들은 원폭 방사능이 생존자들의 유전자에 끼친 영향을 분석하기 위해서는 대규모의 DNA 배열순서 규명작업이 필요할 것이라고 제안한다. 한편 캘리포니아 주립대 산타크루즈 캠퍼스의 총장인 분자생물학자 신샤이머는 역사가 일천한 이 대학을 중요한 과학연구단지로 만들기 위해 대규모 과학 프로젝트를 구상했다. 그 일환으로 신샤이머는 1985년 5월 인간게놈프로젝트의 가능성을 타진하기 위해 미국과 유럽의 분자생물학계의 지도급 과학자들을 산타크루즈에 초빙해 워크숍을 개최한다. 이듬해 DOE 역시 로스알라모스에서 동일한 주제로 워크숍을 개최했고 이 두 회합이 1990년 10월 미국 국립보건원(NIH)과 에너지부에 의해 공식 출범하게 된 인간게놈프로젝트의 직접적인 기원을 이룬다.
미국의 주도하에 전 세계적인 규모로 수행되고 있는 인간게놈프로젝트는 최근 인간의 유전자지도를 마무리지었고 이제 이를 기반으로 각 유전자의 기능 규명에 들어갔다. 이로부터 쏟아질 정보는 기존의 인간유전학의 주된 연구 대상이었던 단일 유전자의 결함에 의해 발생하는 질환들―낭성섬유종이나 헌팅턴씨병 등―뿐만 아니라 다수 유전자의 복합적 작용에 의한 것으로 믿어지는 여러 심각한 질환들―여러 종류의 암, 동맥경화, 고혈압, 당뇨 등―의 발병 원인을 규명하고 치료하는 데도 획기적인 도움을 줄 것으로 보인다.
최근 인간유전학과 관련 기술의 발달은 어떠한 아기를 가질 것인가를 부모가 결정하는 이른바 "홈메이드 우생학"을 가능하게 하였다. 현 단계의 기술 수준은 몇몇 유전질환의 검사를 통해 이러한 질병을 갖지 않는 아기를 출산하는 정도에 머물러 있지만, 인간게놈프로젝트로부터 나올 유전정보와 관련 기술의 진전은 머지 않은 장래에 지력, 체력, 외모 면에서 평균 수준을 훨씬 능가하는 이른바 슈퍼베이비의 출산을 가능하게 할 것으로 보인다. 과거 성별 선택이나 키를 크게 하는 성장호르몬에 보였던 부모들의 관심에 비추어 이러한 가능성이 현실화되면 곧장 상업화로 이어질 가능성이 높다. 이러한 경향에 대해 이미 1989년 한 바이오테크놀로지 전문지는 "인간 개량은 기정사실이라고 할 수 있는데 이는 정부의 우생학위원회의 결정 때문이 아니고 이를 원하는 소비자 요구 때문에 그렇다"고 지적한 바 있다.
그러나 당장은 게놈프로젝트가 쏟아낼 유전정보가 함의하고 있는 사회 윤리적 문제가 현실적으로 보다 시급한 과제라고 할 수 있다. 과학사가 프록터가 인간게놈프로젝트에 의해 대표되는 지노믹스와 우생학과의 연관성을 분석하면서 제시한 심각한 문제영역들 중 대표적인 것 몇 가지만 살펴보자.
인간게놈프로젝트를 통해 유전질환과 유전자와의 상관관계에 관한 정보가 양산되면 먼저 이를 기반으로 다양한 유전자검사가 가능해질 것이다. 문제는 이러한 검사에 이은 적절한 치료방법이 개발되어 있지 않다는 것이다. 지금까지 수천 종의 유전질환이 발견되었지만 치료가 가능한 질환은 손가락으로 꼽을 정도이다. 현 기술로 치료가 불가능한 헌팅턴씨병 같은 경우 진단은 발병 전 수년 또는 수십년 전에 가능한데 유전자검사 결과 양성 판결을 받은 환자는 이 기간 동안 실질적인 사형선고를 받고 사는 것과 다름없다. 이러한 문제로 인해 미국의 경우 125,000명의 잠재적 헌팅턴씨병 환자들 중 200명 정도만이 검사를 자청했다.
암의 경우는 이와는 상황이 조금 다른데 암을 유발시키는 다양한 암유전자가 있다는 것이 알려져 있고 유전자검사 결과 특정 암에 대해 양성반응을 보이는 그룹에게는 조기 발견을 위한 정기 검사와 식생활 변화 등 예방적 대안이 있다. 따라서 많은 사람들이 이러한 유전자검사를 원할 것이며 암유전자 검사법은 게놈프로젝트가 창출할 여러 분야 중 가장 치열한 상업화의 대상이 될 것으로 보인다.
그러나 엄청난 규모로 추산되는 유전질환 검사 시장은 소수의 다국적 기업에 의해 지배될 가능성이 크다. 또한 높은 검사비로 인해 서민계층은 이러한 검사법의 혜택에서 소외될 가능성이 크다. 따라서 인간게놈프로젝트의 경제적 효과와 의료 혜택은 빈국과 부국 나아가 빈자와 부자 간의 불평등을 심화시킬 것이다. 취업과 보험의 차별은 게놈프로젝트가 양산할 유전정보가 가져올 또 다른 심각한 문제이다. 고위험도 그룹과 저위험도 그룹에 보험료를 차등 적용하는 보험회사들이 유전자검사 결과를 생명보험의 위험도 판정 기준으로 삼을 가능성이 높다. 이 경우 많은 유전질환자들이 보험 가입을 거절당하는 차별적 상황이 초래될 것이다. 또한 기업들이 직원 채용 기준에 유전자검사를 포함시킬 경우 이 역시 취업기회의 차별이란 문제를 가져오게 될 것이다.
그런데 이러한 유전정보의 사회 윤리적 문제 이면에는 유전자가 곧 인간의 운명을 결정한다는 생물학적 결정론이 전제되어 있다. 환경과 거의 무관하게 유발되는 유전질환도 있으나 암, 심장병, 당뇨병과 같이 유전적 요인과 환경적 요인의 상호작용에 의해 유발되는 질환이 대상 인구로 볼 때 훨씬 더 많은 부분을 차지한다. 다양한 유전자검사가 본격적으로 상업화되면 제약업체들은 이윤 추구를 위해 유전자결정론을 보다 많이 강조하게 될 것이고 결국 질병을 유발시키는 근본 원인이 환경보다는 개인의 유전자에 기인한다는 인식이 보편화될 것이다. 구체적인 예로 작업장 환경 문제의 경우 기업들은 작업 환경 개선보다는 특정한 작업 환경에 취약한 개인을 유전자검사로 걸러내는 방식을 더 선호하게 될 것이다. 환경보다는 개인의 유전자에 더 많은 책임이 전가되는 추세에서는 강력한 공해방지법안 등 환경 개선에 대한 설득력이 약화되어 결국 대다수의 사람들이 공해환경의 위험에 노출되는 결과를 초래하게 될 것이다.
이상을 종합하면 인간게놈프로젝트가 양산할 유전정보는 취업과 보험 등 여러 분야에서 사용될 것이며 이들 분야에서는 시장원리가 정부를 대신해 결함유전자를 통제하는 역할을 하게 될 것이다. 취업, 보험 등에서의 사회, 경제적 불이익은 결함유전자를 보유한 아기의 출생을 막는 강력한 사회적 압력으로 작용하여 이들을 출산 전 단계에서 걸러내는 효과를 낳게 될 것이다. 이러한 소극적 우생학 효과는 슈퍼베이비를 염원하는 부모의 적극적 우생학에 우선하여 현실화될 것이며 따라서 이러한 효과에 대한 구체적인 정책적 논의가 시급하다 하겠다.

## 같이 보기
- 나라별 우생학
  - 미국의 우생학(Eugenics in the United States)
  - 일본의 우생학(Eugenics in Japan)
  - 나치 우생학(Medizin im Nationalsozialismus, Nazi eugenics)
- 장애인
- 차별
- 낙태(임신중절)
- 강제 불임
- 사회진화론
- 우생사회학
- 유전
  - 행동유전학
- 엘리트
- 맞춤아기: 디자이너 베이비
- 생명의 샘
- T4 작전
- 칼리칵 패밀리
- 로널드 피셔
- 미국 우생학 협회
- J. B. S. 홀데인
- 허먼 J. 멀러
- 체사레 롬브로소
- 모리 마모루
- 다케하라 신이치(일본어판)
- 오바 나나코(일본어판)
- 나가이 숨(일본어판)
- 다카하시 요시오(일본어판)
  - 일본인종개량론(日本人種改良論)